# من حس خوبی دارم (فیلم)
من حس خوبی دارم (به انگلیسی: I Feel Good) فیلمی محصول سال ۲۰۱۸ و به کارگردانی بنوا دلپین و گوستاو کرورن است. در این فیلم بازیگرانی همچون ژان دوژاردن و یولاند مورو ایفای نقش کرده‌اند.